# Shriners
Древний арабский орден дворян тайного святилища (англ. Ancient Arabic Order of the Nobles of the Mystic Shrine, сокр. A.A.O.N.M.S.), также — Шрайнеры (англ. Shriners) — американское парамасонское общество, основанное Уолтером Флемингом и Уильямом Ж. Флоренсом в Нью-Йорке в 1870 году.
В Орден принимают только масонов, достигших третьей степени (мастер-масон). Орден насчитывает в своих рядах около 350 000 членов во всём мире. Орден имеет около 195 храмов в США, Канаде, Бразилии, Мексике и Панаме, а также на Филиппинах, в Пуэрто-Рико, Европе, Австралии.

## История
- Уильям Жермин Флоренс
- Уолтер Флеминг

История ордена начинается тогда, когда Уильям Жермин Флоренс был приглашён на вечеринку организованную в Марселе арабским дипломатом. Происходившее на вечеринке было так организовано, что напоминало собрание членов тайного общества. Флоренс оставался под впечатлением от увиденного на вечеринке, после чего и предложил своему другу Уолтеру Флемингу организовать некое общество на основе арабского шоу увиденного на вечеринке. Этот эпизод считается отправной точкой в основании ордена.
Таким образом, группа начала действовать в рамках восточного обряда, с отсылкой на произведение Тысяча и одна ночь, и вдохновленная суфийской мистикой. Храм получил новое название — «мечеть». Почётные степени стали именоваться, как Прославленный первосвященник и пророк.

## Членство
Несмотря на арабскую тему, в ордене утверждали, что не имеют никакой связи с исламом. Орден организован, как братская парамасонская организация члены которой должны быть мастерами масонами и должны исповедовать веру в Высшую Сущность.
До реформы ордена в 2000 году, члены ордена должны были иметь 32° Древнего и принятого шотландского устава или 12° Йоркского устава. В результате реформы условия для членства упростились, и теперь членом ордена может стать любой мастер масон.

## Облачение и общественные мероприятия
Shriners часто одеты в одежду арабского стиля и носят фески. Кроме того, Shriners помогают организовывать и проводить банкет при вручении премии Оскар в честь голливудских звёзд. Но это не является столь значимым в деятельности ордена.

## Благотворительность
В 1920 году в Портленде, штат Орегон, состоялась имперская сессия Шрайнеров. В ходе этой сессии члены организации единогласно приняли резолюцию о том, что в то время было названо системой госпиталей Шрайнеров для детей калек. Первая больница в системе открылась в 1922 году в Шривпорте, штат Луизиана. Она обеспечивала педиатрическую и ортопедическую помощь. Ортопедическое направление было выбрано из-за эпидемии полиомиелита, бушевавшей в то время в США.
В 1962 году Шрайнеры Северной Америки выделили 10 млн дол. США на создание трёх больниц, которые специализировались на лечении и реабилитации детей с ожогами. Посетив 21 университетское медицинское учреждение, было принято решение о создании своей первой педиатрической больницы для ожогов в университетском городке Медицинского отделения Университета Техаса в Галвестоне, штат Техас.
В 1994 году «Хроника филантропии», отраслевая публикация, опубликовала результаты крупнейшего исследования популярности и авторитета благотворительной и некоммерческой организации. Исследование показало, что больницы Шрайнеров были признаны 9-й «самой популярной благотворительной некоммерческой организацией в Америке» из более чем 100 благотворительных организаций, исследованных 40 % американцев в возрасте 12 лет и выше, выбравших «Love» и «Like A Lot» для Госпиталей Шрайнеров.
Больницы лечили бесплатно более 100 000 пациентов в 2006 году. В 2008 году общий бюджет на данную благотворительную деятельность составил 826 миллионов долларов.
В 2009 году, несмотря на сокращение финансирования с 8 до 5 миллиардов долларов из-за экономического кризиса, Дуглас Максвелл, генеральный директор больницы, сказал, что он и другие Шрайнеры уверены, что больничная система сможет оставаться платежеспособной в долгосрочном плане. В июле 2009 года Максвелл заявил, что некоторые из объектов могут стать амбулаторными хирургическими центрами и впервые начнут принимать оплату через страховки (за большую часть оказанной помощи), впервые за 87-летнюю историю больниц. Максвелл сказал, что дети, страдающие ожогами, ортопедическими состояниями, повреждениями спинного мозга и расщелинами нёба, будут по-прежнему беззаботно обращаться с их семьями. Больницы Шрайнеров также предоставляют бесплатную помощь детям без страховки и берут на себя все затраты, которые не покрываются страховками.
В мае 2015 года Больницы Шрайнеры для детей стали членом сети Mayo Clinic Care Network, национальной сети организаций, с целью улучшения обслуживания пациентов и их семей с помощью сотрудничества с врачами из большой сети.
Правила для всех больниц Шрайнеров являются простыми и точными: любой ребенок в возрасте до 18 лет может быть госпитализирован, если по мнению врачей ребёнку можно помочь. Шранейры не предъявляют никаких требований к религии и национальности, детей на лечение привозят со всех концов света. Лечение, перелёт для пациента и одного сопровождающего, и даже проживание, оплачивают эти великодушные чудаки в красных фесках.

## Известные члены
- Базз Олдрин
- Эрнест Боргнайн
- Джеральд Рудольф Форд
- Кларк Гейбл
- Барри Моррис Голдуотер
- Уоррен Гардинг
- Джон Эдгар Гувер
- Хьюберт Хорейшо Хамфри
- Крис Кристофферсон
- Гарольд Ллойд
- Дуглас Макартур
- Джордж Макговерн
- Оди Мёрфи
- Арнольд Палмер
- Абелардо Родригес
- Джек Кемп
- Уилл Роджерс
- Франклин Рузвельт
- Стром Тэрмонд
- Гарри Трумэн
- Джордж Уоллес
- Эрл Уоррен
- Джон Уэйн
- Рой Роджерс

- Гарольд Ллойд
- Кларк Гейбл
- Джон Уэйн
- Эрнест Боргнайн
- Базз Олдрин
- Гарри Трумэн
- Джеральд Рудольф Форд
- Харланд Дэвид Сандерс
- Джеймс Дулиттл
- Арнольд Палмер[14]